# 微視的乱流
微視的乱流(microturbulence)は、小さなスケールでの乱流である。大きなスケールでの乱流は、巨視的乱流(macroturbulence)という。機械内部等で生じる乱流は片仮名でマイクロタービュランスと書かれることもあるが、英語名が同じでも天文学ではもっぱら漢字で表記する。

## 恒星
微視的乱流は、恒星スペクトル中の吸収線の線幅拡大を起こす原因の1つである。恒星の微視的乱流は、実効温度と表面重力によって変わる。
微視的乱流の速度は、スペクトル線の形成領域にある気体の微小な非加熱成分の速度として定義される。対流は、小質量恒星においても大質量恒星においても、乱流の速度に影響を与えると考えられている。分光計で観測すると、視線方向の気体の対流の速度は、吸収帯のドップラーシフトを生みだす。対流外層を持つ小質量の恒星で微視的乱流による吸収線の線幅拡大を起こしているのは、視線方向の速度の分布である。一方、大質量の恒星では、対流は表面下の狭い領域でしか起こらず、このような表面下の対流領域は、音波や重力波の放出を通じて、恒星表面の乱流を引き起こす。微視的乱流の強さ（記号ξで表わし、単位はkm/s-1である）は、強い線と弱い線の線幅拡大の比較で決定することができる。

## 磁気核融合
微視的乱流は、トカマク型等の磁気核融合実験の際のエネルギー伝達に重要な役割を果たす。